# Дания на летних Олимпийских играх 1900
Дания на летних Олимпийских играх 1900 была представлена 13 спортсменами в пяти видах спорта. Страна заняла десятое место в общекомандном медальном зачёте.
Курсивом показаны спортсмены, чьи результаты причисляются смешанной команде.

## Медалисты

### Золото
| Золото |             |                                      |
| №      | Спортсмены  | Вид спорта (дисциплина)              |
| 1      | Ларс Мадсен | Стрельба (винтовка стоя, 300 метров) |

### Серебро
| Серебро |                      |                                                |
| №       | Спортсмены           | Вид спорта (дисциплина)                        |
| 1       | Андерс Петер Нильсен | Стрельба (винтовка с колена, 300 метров)       |
| 2       | Андерс Петер Нильсен | Стрельба (винтовка лёжа, 300 метров)           |
| 3       | Андерс Петер Нильсен | Стрельба (винтовка с трёх позиций, 300 метров) |

### Бронза
| Бронза |                 |                                     |
| №      | Спортсмены      | Вид спорта (дисциплина)             |
| 1      | Эрнст Шульц     | Лёгкая атлетика (бег на 400 метров) |
| 2      | Педер Люккеберг | Плавание (подводное плавание)       |

### 

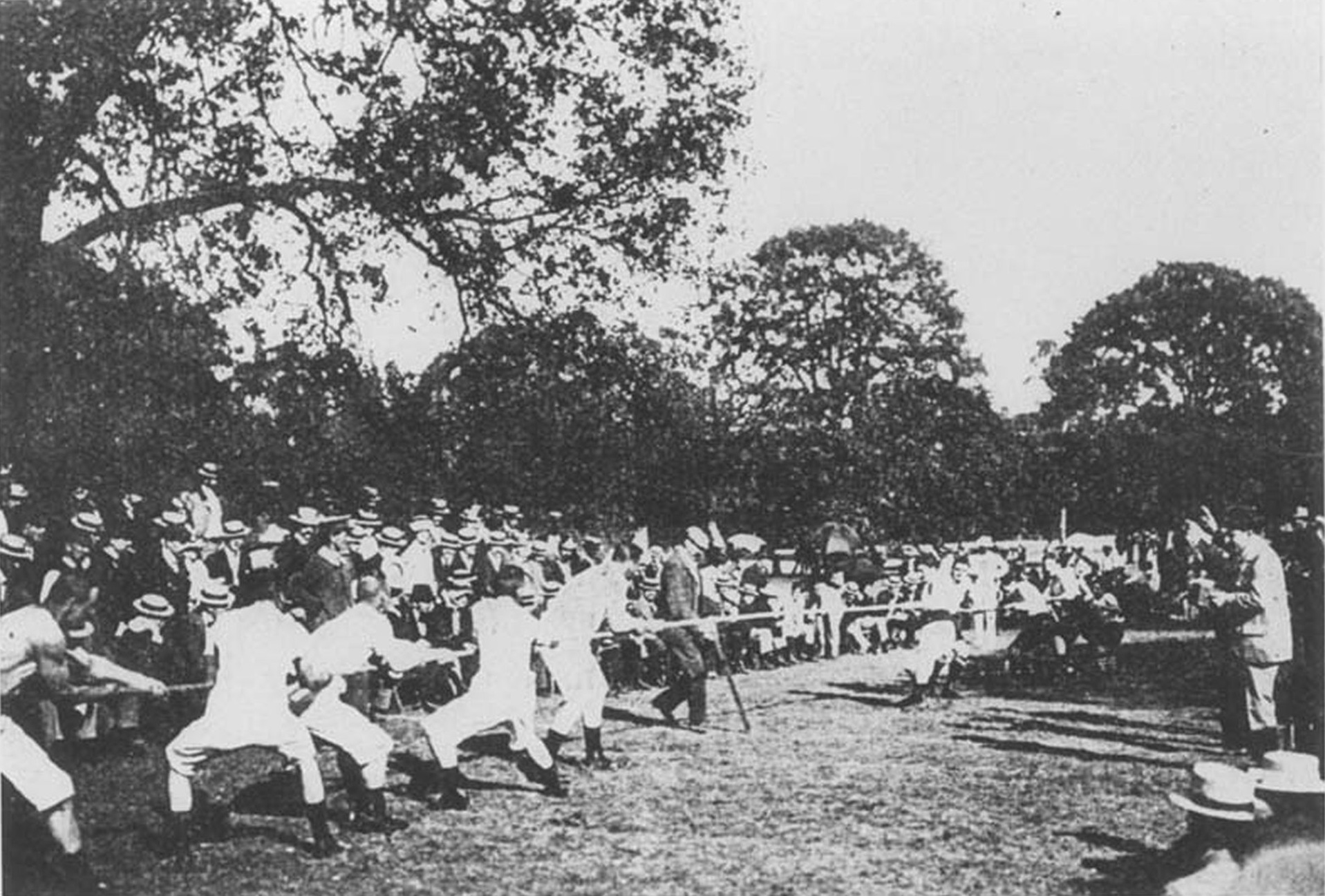
Перетягивание каната

## Результаты соревнований

### Лёгкая атлетика
| Соревнование      | Спортсмен           | Предварительный раунд | Предварительный раунд | Полуфинал | Полуфинал | Дополнительный раунд | Дополнительный раунд | Финал      | Финал     |
| Соревнование      | Спортсмен           | Результат             | Место                 | Результат | Место     | Результат            | Место                | Результат  | Место     |
| ----------------- | ------------------- | --------------------- | --------------------- | --------- | --------- | -------------------- | -------------------- | ---------- | --------- |
| 100 метров        | Йоханнес Гандил     | неизвестен            | 3                     | не прошёл | не прошёл | не прошёл            | не прошёл            | не прошёл  | не прошёл |
| Бег на 400 метров | Эрнст Шульц         | неизвестен            | 2                     |           |           |                      |                      | неизвестен | 3         |
| 800 метров        | Кристиан Кристинсен | неизвестен            | 5                     |           |           |                      |                      | не прошёл  | не прошёл |
| 1500 метров       | Кристиан Кристинсен |                       |                       |           |           |                      |                      | неизвестен | 5         |
| Толкание ядра     | Чарльз Винклер      |                       |                       |           |           |                      |                      | 10,76 м    | 10        |
| Метание диска     | Чарльз Винклер      |                       |                       |           |           |                      |                      | 32,50 и    | 8         |

### Перетягивание каната
| Победитель | Счёт | Проигравший                                                                                                   |
| --- | ---- | --- |
| Смешанная команда Чарльз Винклер (DEN) Август Нильссон (SWE) Густаф Сёдерстрём (SWE) Ойген Шмидт (DEN) Карл Штааф (SWE) Эдгар Эбю (DEN) | 2:0  | Франция Реймон Бассе · Шарль Гондуан · Константин Энрикес де Зубейра · Жан Колля · Жозеф Роффо · Эмиль Саррад |

### Плавание
| Соревнование       | Спортсмен       | Финал                      | Финал |
| Соревнование       | Спортсмен       | Результат                  | Место |
| ------------------ | --------------- | -------------------------- | ----- |
| Подводное плавание | Педер Люккеберг | 90,0 с 28,50 м 147,0 очков | 3     |

### Стрельба
| Соревнование                        | Спортсмены                                                                              | Финал     | Финал |
| Соревнование                        | Спортсмены                                                                              | Результат | Место |
| ----------------------------------- | --------------------------------------------------------------------------------------- | --------- | ----- |
| Винтовка стоя, 300 метров           | Ларс Мадсен                                                                             | 305       | 1     |
| Винтовка стоя, 300 метров           | Вигго Йенсен                                                                            | 277       | 11    |
| Винтовка стоя, 300 метров           | Андерс Петер Нильсен                                                                    | 277       | 11    |
| Винтовка стоя, 300 метров           | Аксель Кристинсен                                                                       | 261       | 22    |
| Винтовка стоя, 300 метров           | Лауридс Йенсен-Кьер                                                                     | 238       | 28    |
| Винтовка с колена, 300 метров       | Андерс Петер Нильсен                                                                    | 314       | 2     |
| Винтовка с колена, 300 метров       | Ларс Мадсен                                                                             | 299       | 8     |
| Винтовка с колена, 300 метров       | Вигго Йенсен                                                                            | 290       | 13    |
| Винтовка с колена, 300 метров       | Лауридс Йенсен-Кьер                                                                     | 271       | 22    |
| Винтовка с колена, 300 метров       | Аксель Кристинсен                                                                       | 260       | 26    |
| Армейская винтовка лёжа, 300 метров | Андерс Петер Нильсен                                                                    | 330       | 2     |
| Армейская винтовка лёжа, 300 метров | Вигго Йенсен                                                                            | 308       | 10    |
| Армейская винтовка лёжа, 300 метров | Ларс Мадсен                                                                             | 301       | 16    |
| Армейская винтовка лёжа, 300 метров | Лауридс Йенсен-Кьер                                                                     | 273       | 27    |
| Армейская винтовка лёжа, 300 метров | Аксель Кристинсен                                                                       | 261       | 30    |
| Винтовка с трёх позиций, 300 метров | Андерс Петер Нильсен                                                                    | 921       | 2     |
| Винтовка с трёх позиций, 300 метров | Ларс Мадсен                                                                             | 905       | 5     |
| Винтовка с трёх позиций, 300 метров | Вигго Йенсен                                                                            | 875       | 15    |
| Винтовка с трёх позиций, 300 метров | Лауридс Йенсен-Кьер                                                                     | 782       | 28    |
| Винтовка с трёх позиций, 300 метров | Аксель Кристинсен                                                                       | 782       | 28    |
| Винтовка среди команд, 300 метров   | Андерс Петер Нильсен, Ларс Мадсен, Вигго Йенсен, Лауридс Йенсен-Кьер, Аксель Кристинсен | 4265      | 4     |

### Фехтование
| Соревнование         | Спортсмены            | Первый раунд | Четвертьфинал | Дополнительный раунд | Полуфинал | Финал     | Утешительный финал |
| Соревнование         | Спортсмены            | Место        | Место         | Место                | Место     | Место     | Место              |
| -------------------- | --------------------- | ------------ | ------------- | -------------------- | --------- | --------- | ------------------ |
| Рапира среди маэстро | Йенс Петер Бертельсен | выбыл        | не прошёл     | не прошёл            | не прошёл | не прошёл | не прошёл          |